# Dactyloceras lucina
Dactyloceras lucina är en fjärilsart som beskrevs av Dru Drury 1782. Dactyloceras lucina ingår i släktet Dactyloceras och familjen Brahmaeidae. Inga underarter finns listade i Catalogue of Life.

## Bildgalleri

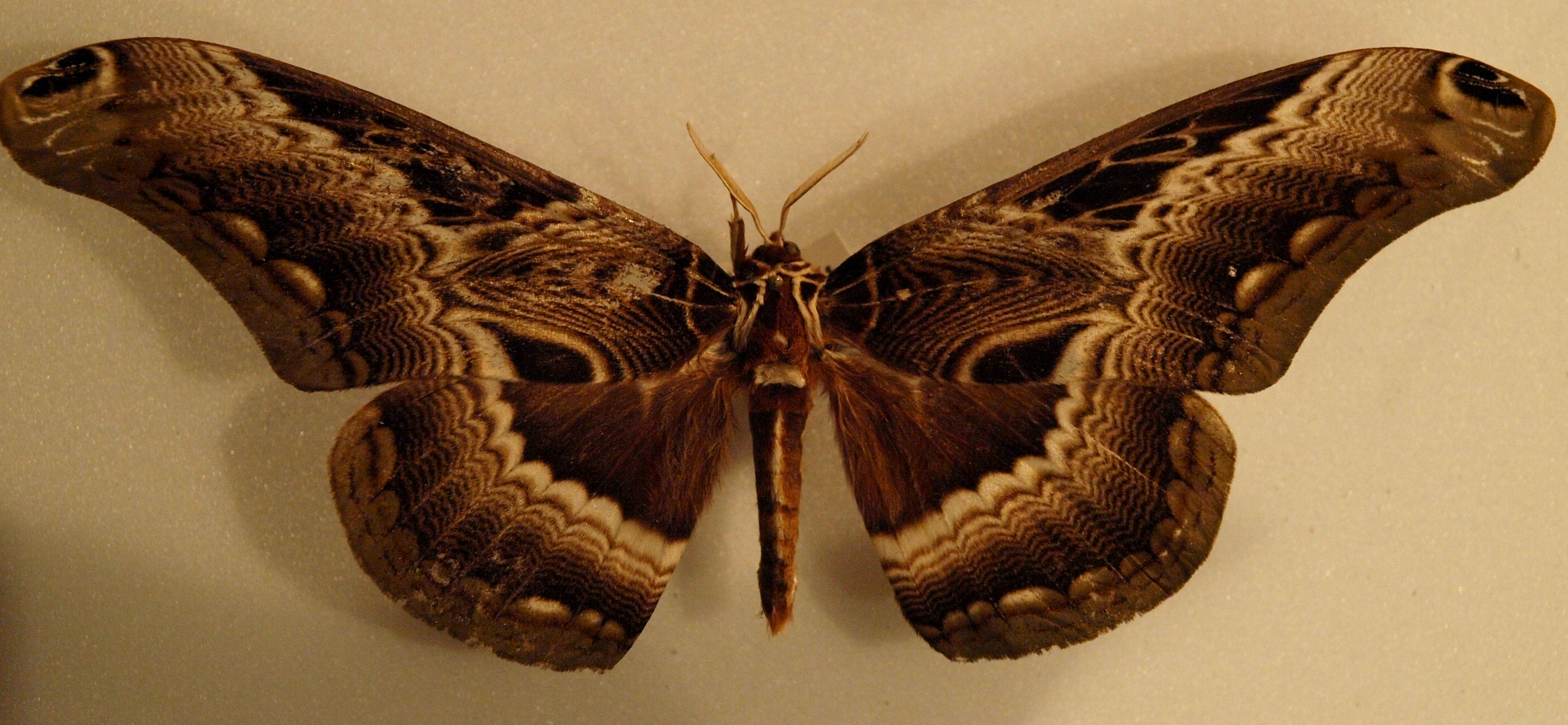